# (158092) Frasercain
(158092) Frasercain est un astéroïde de la ceinture principale.

## Description
(158092) Frasercain est un astéroïde de la ceinture principale. Il fut découvert le 28 novembre 2000 à l'Observatoire Junk Bond par Jeffrey S. Medkeff. Il présente une orbite caractérisée par un demi-grand axe de 2,79 UA, une excentricité de 0,17 et une inclinaison de 10,0° par rapport à l'écliptique.

## Compléments